# Голя-Свідницька
Голя-Свідницька (пол. Gola Świdnicka) — село в Польщі, у гміні Марциновиці Свідницького повіту Нижньосілезького воєводства.
Населення — 338 осіб (2011).
У 1975-1998 роках село належало до Валбжиського воєводства.

## Демографія
Демографічна структура станом на 31 березня 2011 року:
|          | Загалом | Допрацездатний вік | Працездатний вік | Постпрацездатний вік |
| -------- | ------- | ------------------ | ---------------- | -------------------- |
| Чоловіки | 166     | 28                 | 129              | 9                    |
| Жінки    | 172     | 39                 | 100              | 33                   |
| Разом    | 338     | 67                 | 229              | 42                   |